# 中西雅樹
中西 雅樹（なかにし まさき、1984年8月28日 - ）は、プロゴルファー。IMGに所属していた。大阪府岸和田市出身。クラーク記念国際高等学校卒業。

## 略歴
- アマチュアゴルファーでプロツアーに参加経験のある妹に美帆子[1]、弟に2010年にプロゴルファーとなった直人[2] がいる。
- 小学生時代には、極真会館の全国大会で優勝の経歴を持つ。12歳よりゴルフを初め、アマチュア時代は2000年に全日本パブリックアマチュアゴルフ選手権全国大会での優勝や、アメリカのジュニア大会3勝などの成績を残す。
- 2005年9月7日にプロ宣言をし、転向。その翌年2006年2月7日にIMGと2年間のマネジメント契約を結ぶ。[3]
- 同年8月28日に茨城県行方市のセントラルゴルフクラブで行われた、日本オープンゴルフ選手権競技の予選会で、自身のスコアーカードを3ホール分改竄し提出、スコアの違いに気づいた同伴競技者のマーカーの指摘により競技員が事実を中西に確認したところ、これを認めたため、失格となった。
- 日本ゴルフツアー機構(JGTO)は失格に関して、聞き取り調査を行い故意ではないとの証言を得、同年9月25日に理事会を開き処遇を検討。初犯である事から除名は課さず、JGTOトーナメント規定39条に違反したとして、処分規定では除名に次ぐ最も重い国内ツアー5年間の出場停止と、それまでJGTO史上最高額となる制裁金200万円を決定[4] し、これに中西は異議申し立てがなかったため、2006年9月4日から2011年9月3日までの出場停止が確定した。
- 2007年2月6日からマレーシアのプライ・スプリングリゾートで行われた、韓国プロゴルフ協会(KPGA)のトーナメント参加予選会に出場し、3アンダーの12位で24位までに与えられるKPGAトーナメント参加権を獲得したが、3月6日KPGAは参戦を認めないと発表した。
- 2012年、出場停止から復帰しトーナメントに出場[5]。